# Burcardo (nome)
Burcardo  è un nome proprio di persona italiano maschile.

## Varianti
- Alterati: Brocardo, Boccardo, Broccardo[1][2], Bocciardo

### Varianti in altre lingue
- Germanico: Burkhard[3]
- Latino: Burchardus
- Tedesco: Burkhard[3]

## Origine e diffusione
Dal nome germanico Burkhard che, composto dai termini burg ("protezione" o "roccaforte", "baluardo") e hard ("forte", "coraggioso"), assume il significato di "forte come un baluardo", "che ha la consistenza di una roccaforte" (etimologicamente, per la precisione, la radice burg, da cui anche l'italiano borgo, allude a un generico luogo fortificato, quale può essere una fortezza, una roccaforte, un castello, un baluardo, ecc).
Ormai desueto ai giorni nostri, il nome Burcardo presenta un alto numero di varianti, tipiche per lo più dell'onomastica antica. La forma Boccardo, ad esempio, consiste in un'assimilazione della consonante -r- alla -c- che segue, oltre che a una comune trasposizione della vocale -u- in -o-, tipica del passaggio dal latino (Burchardus) all'italiano. Broccardo, dal canto suo, nasce per effetto di una metatesi della consonante -r-, secondo un fenomeno molto frequente nell'onomastica antica (alcuni ricollegano questa variante al greco brochos, "nodo", nel qual caso non si spiegherebbe però la terminazione in -ard). La variante Bocciardo, infine, riflette un francesismo dell'originale Burkhard, che in francese, fra le sue tante varianti, era anche noto nella forma Bouchard - la -ch- francese veniva spesso adattata con la -c- dolce nei nomi italiani di epoca medievale.

## Onomastico
L'onomastico viene festeggiato il 2 febbraio in ricordo di san Burcardo di Würzburg, vescovo di Würzburg, evangelizzatore della Germania, fondatore di diversi monasteri e martire. Si ricordano con questo nome anche il beato Burcardo di Beinwil, sacerdote, commemorato il 18 maggio, il beato Burchardus da Worms, vescovo e giurista, ricordato il 20 agosto, e san Broccardo del Carmelo, festeggiato il 2 settembre.

## Persone
- Burcardo d'Austria, margravio d'Austria

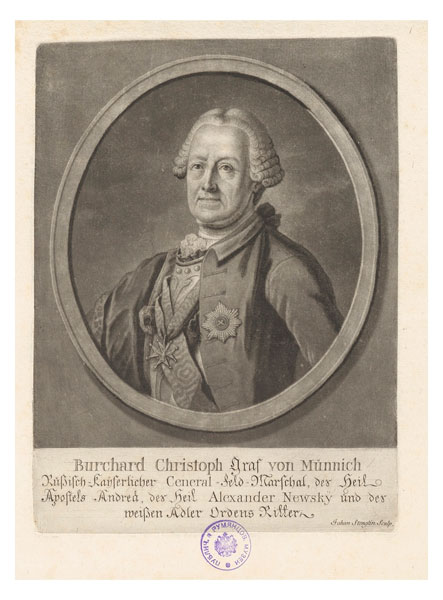
Burkhard Christoph von Münnich

- Burcardo di Würzburg, vescovo e santo tedesco
- Burcardo I di Zollern, capostipite della casata degli Hohenzollern
- Burcardo il Barbuto, capostipite della casata dei Montmorency

### Variante Burkhard
- Burkhard Heim, fisico tedesco
- Burkhard Niering, poliziotto tedesco
- Burkhard Christoph von Münnich, generale russo

### Altre varianti
- Burchardus da Worms, vescovo cattolico e giurista tedesco
- Burkhardt Tschudi, artigiano svizzero
- Burchard von Schwanden, Gran Maestro dell'Ordine Teutonico